# Ero Fernández
Ero Fernández (m. c. 926) fue un magnate gallego, conde de la comarca de Lugo, abuelo de san Rosendo y ancestro de varios linajes gallegos y portugueses que entroncaron con la más alta nobleza de los reinos de León y de Castilla.

## Vida
Su ascendencia no es conocida; solamente se sabe que, por su patronímico, fue hijo de un probable conde llamado Fernando. La presencia de otro conde en la corte llamado Diego Fernández, genearca de una poderosa familia del norte de Portugal, esposo de Oneca, posiblemente de origen navarro, ha llevado a algunos historiadores a suponer que Ero y Diego Fernández eran hermanos, aunque no existe prueba documental que confirme tal parentesco.
El conde Ero vivió durante los reinados del rey Alfonso III de Asturias y sus sucesores y ostentó la dignidad condal desde finales del siglo IX y las primeras décadas del siglo X. Su presencia en la curia regia del rey Alfonso el Magno queda confirmada en un diploma expedido por el rey el 30 de septiembre de 899 cuando entrega a la iglesia de Santiago varias villas en el territorio de Coímbra.
Ejerció la tenencia o commisso del territorio lucense y el 7 de julio de 910, estando en Lugo roboró un documento dirigido al rey Ordoño II mediante el cual los condes prometen restaurar las casas destruidas en la ciudad. Un año más tarde, el 22 de abril de 911, fue testigo en un documento del rey Ordoño quien confirma a la iglesia de Santiago las donaciones hechas por sus antecesores.
Fue un gran benefactor de monasterios. Con su segunda esposa, la condesa Elvira, fundó el de Santa María de Ferreira de Pallares, donde se retiró en vida de su mujer. Aparece por última vez el 24 de septiembre de 926 confirmando la carta de arras entregada por Gunterico Arias a Gontrodo González, nieta del conde Ero. Debió fallecer poco después y fue enterrado en el monasterio de Ferreira de Pallares que fundó con su segunda esposa.

## Matrimonios y descendencia
El conde Ero contrajo dos matrimonios. El primero fue con Adosinda de Monterroso, que habría fallecido antes de 898. De este matrimonio nacieron dos hijos:
- Gudensindo Ériz,[3] esposo de Enderquina «Palla» Menéndez, hija del conde Hermenegildo Gutiérrez y la condesa Ermesinda Gatónez, con dilatada descendencia.
- Ilduara Ériz, condesa por su matrimonio con el conde Gutierre Menéndez, también hijo del conde Hermenegildo Gutiérrez. Tuvieron varios hijos, entre ellos San Rosendo,[3] fundador del monasterio de Celanova y obispo de Mondoñedo, así como Adosinda Gutiérrez, probablemente la madre de la reina Velasquita Ramírez.

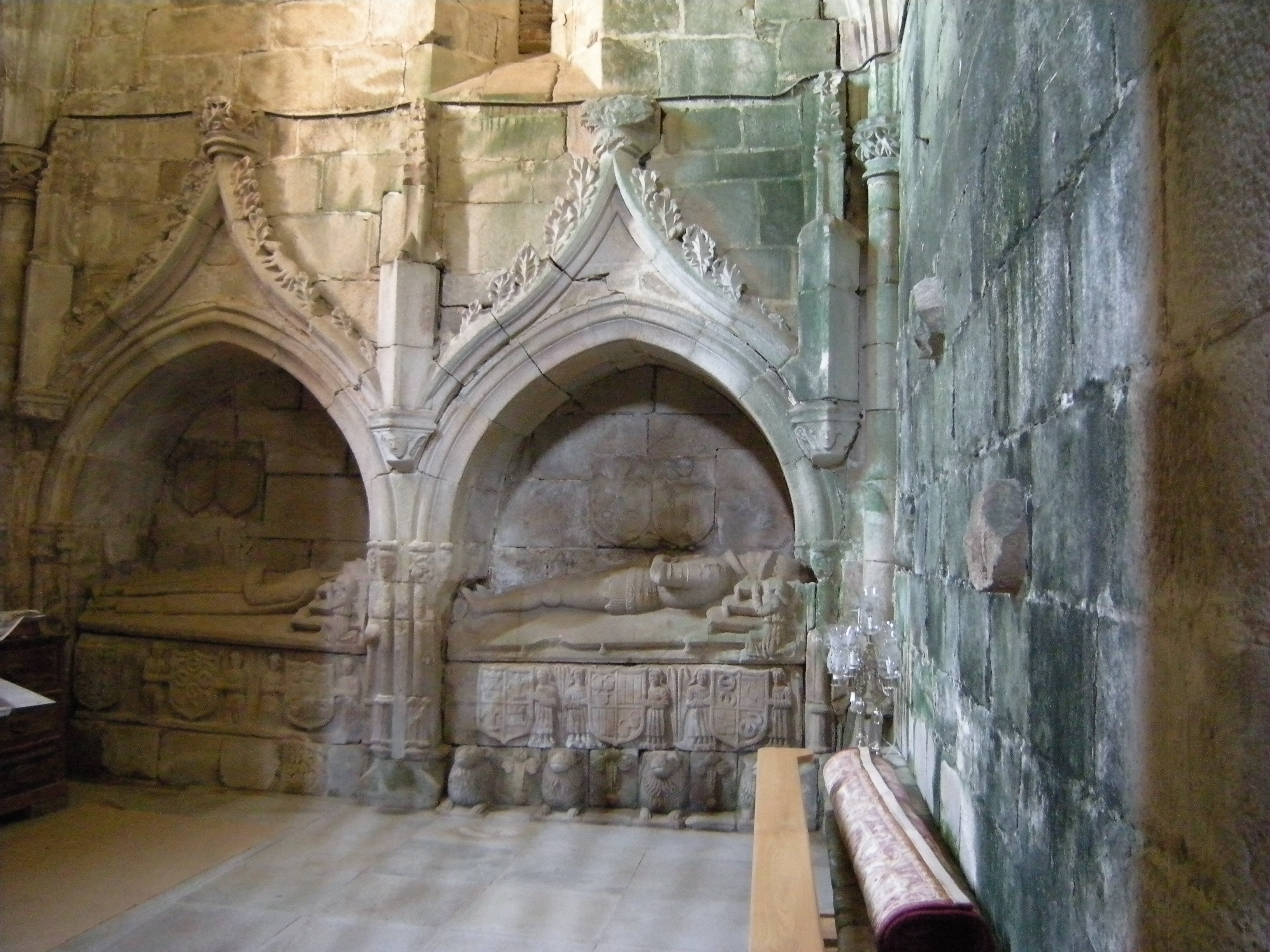
Capilla funeraria en el Monasterio de Santa María de Ferreira de Pallares, fundado por el conde Ero y su segunda esposa, la condesa Elvira

Volvió a casarse alrededor de 898 con la condesa Elvira quien, ese año, realizó una cuantiosa donación al monasterio de Santa María de Ferreira de Pallares que ambos habían fundado. Tuvieron los siguientes hijos:
- Diego Ériz (m. c. 917),[3] murió joven y en 917 su madre Elvira hace una donación por su hijo Diego, ya difunto.[1] Se considera padre de dos hijos: Nepociano y Gundesinda Díaz, aunque sin prueba documental convincente.[10]
- Godesteo Ériz (m. 939). Contrajo matrimonio con Gugina con quien tuvo seis hijos: Alfonso, Ansur, Lucidia, Ordoño, Fernando y Mansuara Godestéiz.[11] Ordoño fue el padre del conde Ero Ordóñez casado con Adosinda Muñoz, fundadores del monasterio de San Salvador de Chantada.[a][b]

Tuvo también otras dos hijas aunque se desconoce de cual de sus dos matrimonios:
- Teresa Ériz, casada con el conde de Deza Gonzalo Betótez,[3] padres de: Aragonta, esposa del rey Ordoño II de León; el conde Pelayo González, casado con su prima hermana Ermesinda Gutiérrez, hija del conde Gutierre Menéndez; el conde Hermenegildo González, esposo de Muniadona Díaz, padres de, entre otros, el conde Gonzalo Menéndez dux magnus de Portugal; así como de Iberia, esposa del conde Pelayo Tetónez, y Gontrodo González,[13] casada con Gunterico Arias.
- Goto Ériz,[14] casada con un Munio y posiblemente la madre de Ero Muñoz.[13][3]